# Московская епархия
Моско́вская епа́рхия — церковно-административная территориальная единица Русской православной церкви в границах города Москвы. Епархию возглавляет Патриарх Московский и всея Руси (с 1 февраля 2009 года — патриарх Кирилл).

## История
Московская епархия официально существует с 1461 года, то есть от времени восшествия на московскую кафедру Феодосия (Бывальцева), который стал первым Московским митрополитом и принял титул всея Руси. До него митрополиты, хотя и проживали постоянно (с 1325 года) в Москве, но титуловались Киевскими и всея Руси.
В 1589 году учреждено Патриаршество. Москва становится стольным градом Патриарха, Московская епархия обращена в Патриаршую область.
В 1700 году после кончины патриарха Адриана Патриаршая область управляется иноепархиальными архиереями.
В 1721 году патриаршество было упразднено.
С 1721 года до 1742 года Московская епархия находилась под управлением Святейшего правительствующего синода.
1 сентября 1742 года из Синодальной области были выделены Московская и Петербургская епархии. В воссозданную Московскую епархию вошли, кроме Москвы, подмосковные города в радиусе до 125 вёрст, а также Балахна, Борисоглебск, Калуга, Кострома, Пенза, Переславль-Залесский, Саранск, Тамбов и другие.
В 1799 году к Московской епархии в качестве викариатства присоединяется Коломенская епархия, бывшая до того момента самостоятельной.
Основателем Московской епархиальной библиотеки в 1860-х годах стал Иаков.
В 1917 году патриаршество было восстановлено. Московская епархия становится Патриаршей областью, управляемой патриаршими наместниками с титулом митрополитов Крутицких (с 1919 года). Однако в 1934 году, когда «более не оставалось надежды на проведение в ближайшие годы Собора и избрание Патриарха», заместитель Патриаршего местоблюстителя митрополит Нижегородский Сергий (Страгородский) усвоил себе титул «Блаженнейшего митрополита Московского и Коломенского». Этот небывалый для Московской патриархии титул он сохранял до сентября 1943 года, когда получил лично от И. В. Сталина разрешение на проведение «большевистскими темпами» Архиерейского собора.
В связи с включением в состав Москвы новых территорий в соответствии с Постановлением Совета Федерации от 27 декабря 2011 года № 560-СФ «Об утверждении изменения границы между субъектами РФ городом федерального значения Москвой и Московской областью» приходы, расположенные на данных территориях, переводятся в каноническое подчинение Патриарха Московского и всея Руси как епархиального архиерея города Москвы.
До 2021 года в обиходном словоупотреблении Московской патриархии под Московской епархией иногда подразумевали её часть без города Москвы, то есть в пределах территории Московской области. Эту часть также называли Московской областной епархией или Московской (областной) епархией. Часть Московской епархии в границах Москвы зачастую именовали епархией города Москвы, Московской городской епархией или Московской (городской) епархией.
13 апреля 2021 года Священный Синод Русской православной церкви выделил из Московской (областной) епархии пять новых, объединив их в новосозданную Московскую митрополию под управлением митрополита Крутицкого и Коломенского. Епархия города Москвы в новосозданную митрополию не вошла.

## Наименования
Перечень наименований, которые имела епархия за время своего существования:
- Московская епархия
  - Киевская и всея Руссии с 1325 года по XIV век
- с 1589 года — составляла Патриаршую Область
  - Московская и всея Руси (с 3 мая 1461)
- с 14 (25) февраля 1721 года составляла Синодальную область
  - Московская и Владимирская (с 1 (12) сентября 1742)
  - Московская и Севская (с 10 (21) марта 1748)
  - Московская и Калужская (с 13 (24) января 1764)
  - Московская и Коломенская (с 16 (27) октября 1799)
- с 21 ноября (4 декабря) 1917 года составляет Патриаршую область

## Правящие архиереи
В настоящем разделе приводится список всех правящих архиереев епархии в течение всей её истории.
Митрополиты Киевские и всея Руси, имевшие кафедру в Москве
- 1325 — 21 декабря 1326 в Москве — Пётр Волынянин (в 1308—1325 годах жил во Владимире)
- 1328 — 11 марта 1353 — Феогност Грек
  - 1353 — май-июнь 1354 — Афанасий временно управляющий, епископ Коломенский
- 1354 — 12 февраля 1378 — Алексий (Бяконт)
  - февраль 1378—1378 — Герасим временно управляющий
- 1378—1379 — Михаил (Митяй) наречённый, скончался во время поездки в Константинополь за утверждением своего сана
- 1380 — Пимен Грек
- 3 мая 1380 — октябрь 1382 — Киприан (Цамблак) Сербианин
- октябрь 1382 — 12 февраля 1389 — Пимен Грек
- 1384 — 26 июня 1385 — Дионисий
- март 1390 — 16 сентября 1406 — Киприан (Цамблак) Сербианин
- 22 апреля 1410 — 8 июля 1431 — Фотий Грек
  - 1431—1437 — Иона (Одноушев/Опаушев) наречённый
- 2 марта 1437 — 9 марта 1441 — Исидор Грек («Болгар») изгнан из Москвы, так как Константинополь присоединился к Флорентийской унии
- 15 декабря 1448 — 31 марта 1461 — Иона (Одноушев/Опаушев)

Митрополиты Московские и всея Руси
- 3 мая 1461 — 13 сентября 1464 — Феодосий (Бывальцев)
- 11 ноября 1464 — 5 марта 1473 — Филипп I
- 29 июня 1473 — 28 мая 1489 — Геронтий
  - 28 мая 1489 — 26 сентября 1490 — Прохор временно управляющий, епископ Сарский
- 26 сентября 1490 — 17 мая 1494 — Зосима Брадатый, ушёл на покой. Считался приверженцем ереси жидовствующих.
- 20 сентября 1495 — 30 апреля 1511 — Симон Чиж
- 3 августа 1511 — 18 декабря 1521 — Варлаам
- 27 февраля 1522 — 2 февраля 1539 — Даниил, низложен
- 9 февраля 1539 — 3 января 1542 — Иоасаф (Скрипицын), низложен
- 19 марта 1542 — 31 декабря 1563 — Макарий
- 5 марта 1564 — 16 мая 1566 — Афанасий, ушёл на покой
- 25 июля 1566 — 4 ноября 1568 — Филипп (Колычёв), низложен из-за конфликта с Иваном IV Грозным
- 11 ноября 1568 — 8 февраля 1572 — Кирилл
- май 1572 — январь 1581 — Антоний
- февраль 1581 — 13 октября 1586 — Дионисий
- 11 декабря 1586 — 26 января 1589 — Иов поставлен в Патриарха Московского

Патриархи Московские и всея Руси (первый период)
- 26 января 1589 — 19 июня 1607 — Иов, низложен по приказу Лжедмитрия I. После его свержения и убийства Иову предложили вернуться на патриарший престол, но по состоянию здоровья тот отказался. Канонизирован.
- 3 июля 1606 — 17 февраля 1612 — Гермоген, уморен голодом в тюрьме из-за отказа благословить польского короля занять русский престол. Канонизирован.
- 24 июня 1619 — 1 октября 1633 — Филарет. Отец царя Михаила Фёдоровича.
- 6 февраля 1634 — 28 ноября 1640 — Иоасаф I
- 27 мая 1642 — 15 апреля 1652 — Иосиф
- 25 июля 1652 — 12 декабря 1666 — Никон, низложен и лишён сана из-за конфликта с Алексеем Михайловичем. После смерти восстановлен в сане.
- 10 февраля 1667 — 17 февраля 1672 — Иоасаф II
- 7 июля 1672 — 19 апреля 1673 — Питирим
- 26 июля 1674 — 17 марта 1690 — Иоаким
- 24 августа 1690 — 16 октября 1700 — Адриан
  - 16 декабря 1701 — 22 октября 1721 — Стефан (Яворский), патриарший местоблюститель

Управляющие Московской синодальной областью
- 10 апреля 1722 — 8 апреля 1735 — Леонид (Петровский), архиепископ Коломенский
- 8 апреля 1735 — 18 мая 1739 — Вениамин (Сахновский), епископ Вятский
- 18 мая 1739 — 1 сентября 1742 — Митрофан (Слотвинский), епископ Тверской

Митрополиты Московские (с 1742 года)
- 1 сентября 1742 — 10 июня 1745 — Иосиф (Волчанский)
- 10 июня 1745 — 14 июня 1754 — Платон (Малиновский) до 14 апреля 1748 — в/у, епископ Крутицкий
  - 14 июня 1754 — 25 января 1758 — Иларион (Григорович) в/у, епископ Крутицкий
- 22 октября 1757 — 18 апреля 1767 — Тимофей (Щербацкий)
- 18 апреля 1767 — 16 сентября 1771 — Амвросий (Зертис-Каменский) до 18 января 1768 — в/у, епископ Крутицкий
  - с 16 сентября 1771 — Геннадий (Драницын) в/у, епископ Суздальский
  - до 20 января 1775 — Самуил (Миславский) в/у, епископ Крутицкий
- 20 января 1775 — 13 июня 1811 — Платон (Левшин)
- 13 июня 1811 — 3 марта 1819 — Августин (Виноградский) до 19 февраля 1818 — в/у, архиепископ Дмитровский
- 15 марта 1819 — 29 июня 1821 — Серафим (Глаголевский)
- 3 июля 1821 — 19 ноября 1867 — Филарет (Дроздов). Канонизирован.
  - 20 ноября 1867 — 25 мая 1868 — Леонид (Краснопевков)
- 5 января 1868 — 31 марта 1879 — Иннокентий (Вениаминов)
  - 31 марта — 8 апреля 1879 — Амвросий (Ключарёв) в/у, епископ Дмитровский
- 8 апреля 1879 — 9 июня 1882 — Макарий (Булгаков)
  - 9 — 27 июня 1882 — Амвросий (Ключарёв) в/у, епископ Дмитровский
- 27 июня 1882 — 17 ноября 1891 — Иоанникий (Руднев)
- 17 ноября 1891 — 1 августа 1893 — Леонтий (Лебединский)
  - 1 — 9 августа 1893 — Александр (Светлаков) в/у, епископ Дмитровский
- 9 августа 1893 — 11 февраля 1898 — Сергий (Ляпидевский)
- 21 февраля 1898 — 23 ноября 1912 — Владимир (Богоявленский)
  - 26 апреля — 26 июня 1910 — Трифон (Туркестанов) в/у, епископ Дмитровский
  - ноябрь — 23 декабря 1912 — Василий (Преображенский) в/у, епископ Можайский
- 25 ноября 1912 — 20 марта 1917 — Макарий (Невский)
  - 1 июня — 1 сентября 1914 — Трифон (Туркестанов) в/у, епископ Дмитровский
  - 20 марта — 21 июня 1917 — Иоасаф (Калистов) в/у, епископ Дмитровский
- 23 июня 1917 — 21 ноября 1917 — Тихон (Беллавин)

Патриархи Московские и всея Руси (второй период)
- 21 ноября 1917 — 7 апреля 1925 — Тихон. Подвергался гонениям. Канонизирован.
  - 12 апреля 1925 — 27 декабря 1936 — Пётр (Полянский), патриарший местоблюститель. Фактически с 9 декабря 1925 церковью не управлял, так как находился в заключении. Убит. Канонизирован.
  - 27 декабря 1936 — 12 сентября 1943 — Сергий (Страгородский), патриарший местоблюститель. Фактически управлял церковью с момента ареста митрополита Петра (Полянского) как заместитель патриаршего местоблюстителя.
- 12 сентября 1943 — 15 мая 1944 — Сергий
- 2 февраля 1945 — 17 апреля 1970 — Алексий I
- 2 июня 1971 — 3 мая 1990 — Пимен
- 10 июня 1990 — 5 декабря 2008 — Алексий II
- с 1 февраля 2009 — Кирилл

Все даты до 1918 года приведены по старому стилю.

## Современное состояние

### Общие положения
Структура епархии Русской Православной Церкви вообще и особенности Московской епархии в частности определяются Уставом РПЦ. В соответствии с ним епархия представляет собой местную Церковь, которая возглавляется епархиальным (правящим) архиереем, являющимся её предстоятелем и канонически управляющим ею. В каждой епархии формируются такие органы епархиального управления, как епархиальное собрание, епархиальный совет и епархиальное управление с секретарём, канцелярией, бухгалтерией, архивом и отделами по видам деятельности.
По мере надобности в помощь епархиальному архиерею Священным синодом назначаются викарные архиереи (викарные епископы, викарии) с кругом обязанностей по усмотрению епархиального архиерея. Епархия разделяется на благочиннические округа (благочиния) в границах, определяемых епархиальным советом, и с наименованиями, определяемыми им же, во главе с благочинными, назначаемыми епархиальным архиереем. В епархии могут образовываться викариатства, каждое из которых объединяет одно или несколько благочиний и управляется по делегированию полномочий от епархиального архиерея одним из викарных архиереев. Викарные архиереи могут и не управлять викариатствами. Викарные архиереи по должности являются членами епархиального совета епархии с правом решающего голоса.

### Статистика

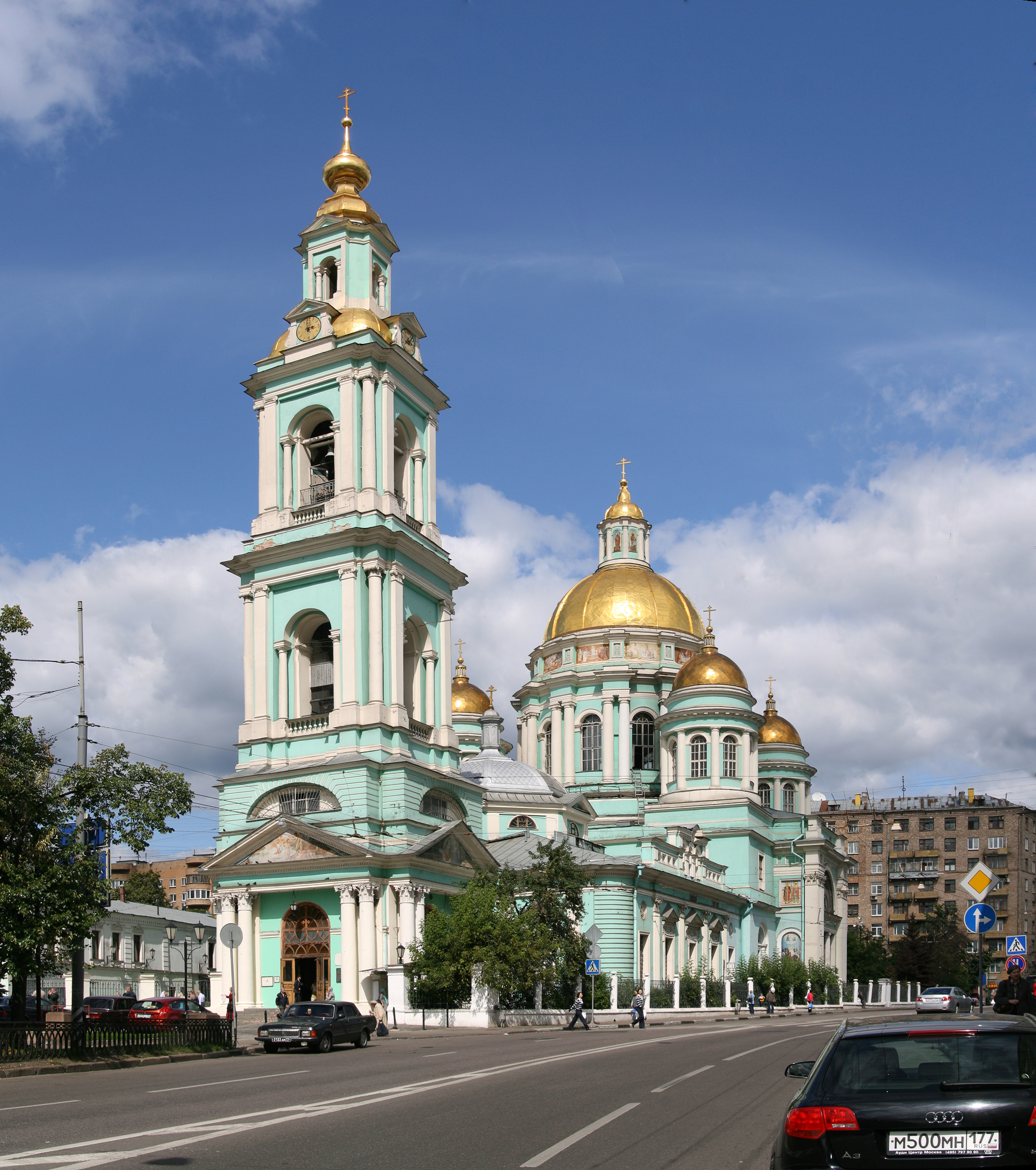
Богоявленский собор — второй кафедральный храм епархии, бывший в 1938—1991 гг. патриаршим собором РПЦ и кафедральным собором Московской епархии.

На конец 2009 года в ведении патриарха Кирилла было 836 храмов и часовен (742 храма и 94 часовни). Ещё 90 храмов и часовен находились в стадии строительства. В Патриаршем подчинении находились 27 монастырей (14 мужских и 13 женских).
В 2012 году общее количество храмов и часовен г. Москвы достигло 894, количество монастырей увеличилось до 28 (14 мужских и 14 женских).
Количество храмов и часовен г. Москвы на 2014 год возросло до 1056 (934 храма и 122 часовни). В подчинении Патриарха находятся 32 монастыря (15 мужских и 17 женских), в том числе 7 мужских и 7 женских монастырей в границах города.
Согласно докладу патриарха Кирилла за 2016 год, в управляемую им епархию входят 1130 храмов и часовен; 493 прихода, в которых не реже раза в неделю совершается богослужение. В составе епархии имеются 15 мужских монастырей (1019 насельников) и 18 женских монастырей (946 насельниц).
Помимо насельников монастырей, клир Московской епархии насчитывает 25 архиереев, 1277 священников и 386 диаконов, всего 1688 человек.
На 1 декабря 2020 года количество храмов и часовен города Москвы достигло 1204. Число ставропигиальных обителей остаётся неизменным — 33 монастыря (15 мужских и 18 женских).
В Московской областной епархии на 2017 год были 1191 действующий приход и 24 монастыря (12 мужских и 12 женских), а также 1999 храмов и 277 часовен — из них 734 храма и 55 часовен восстановлены из руин, 529 храмов и 181 часовня — новопостроенные. Ещё 138 храмов и 16 часовен были в стадии строительства, 249 храмов находились в аварийном состоянии, а 16 храмов и 1 часовня официально не были переданы РПЦ.
По состоянию на середину декабря 2024 года общее количество храмов и часовен в епархии града Москвы — 1 232. В частности, из них:
•	кремлевских соборов — 6,
•	кафедральных соборов — 2,
•	приходских храмов — 333,
•	крестильных храмов — 33,
•	надвратных храмов — 5,
•	часовен приходских — 71,
•	храмов Патриарших подворий — 176,
•	часовен Патриарших подворий — 2,
•	храмов при представительствах Православных Церквей — 12,
•	часовен при представительствах Православных Церквей — 2,
•	временных храмов (в том числе по «программе 200») — 98,
•	временных часовен — 6,
•	монастырских храмов в монастырях, расположенных в границах города Москвы — 60,
•	монастырских часовен — 14,
•	храмов монастырских подворий — 13,
•	часовен монастырских подворий — 1,
•	храмов при синодальных учреждениях — 20,
•	часовен при синодальных учреждениях- 5,
•	храмов при светских учреждениях — 215,
•	часовен при светских учреждениях — 29,
•	храмов в стадии строительства (в том числе по «программе 200») — 113,
•	ещё 16 храмов не переданы полностью Церкви, но из них при 6 храмах созданы общины и ведутся регулярные богослужения.
Московское духовенство включает 28 архиереев, 1 450 священника и 407 диаконов — то есть всего 1 885 священнослужителя.
Под Патриаршим управлением действует 36 обителей: в том числе 17 мужских монастырей и 19 женских, с 1089 насельниками и 1026 насельницами.

### Органы епархиального управления
Последнее на данный момент Епархиальное собрание города Москвы состоялось 20 декабря 2024 года. На нём Патриарх Московский и всея Руси Кирилл выступил с докладом, содержащим отчёт о деятельности духовенства города и его правящего архиерея за год, а также свежие статистические данные о церковной жизни города.

## Викариатства и благочиния
В конце 2011 года в епархии созданы викариатства и принято решение о разукрупнении имевшихся 13 благочиний, границы которых были определены преимущественно в 1996 году. В мае 2012 года в результате разделения количество благочиний достигло 27, в том числе 4 благочиния на новых территориях Москвы. Кроме того, в составе епархии имеется благочиние ставропигиальных приходов и патриарших подворий вне города Москвы.
Десять викариатств города Москвы соответствуют административным округам города по территории и наименованиям с тем лишь отступлением от этого порядка, что Северо-западное викариатство включает, кроме Северо-Западного административного округа, Зеленоградский административный округ, а на новых территориях, переданных Москве, создано одно викариатство. Каждое из викариатств объединяет два-три благочиния, кроме Центрального викариатства, объединившего шесть благочиний.
| Викариатство                  | Управляющий                                                                       | Административный округ | Благочиние                                                                   | Благочинный                      | Район |
| ----------------------------- | --------------------------------------------------------------------------------- | ---------------------- | ---------------------------------------------------------------------------- | -------------------------------- | --- |
| Центральное                   | Григорий (Петров), митрополит Воскресенский (с 13 октября 2023)                   | Центральный            | Центральное                                                                  | протоиерей Владимир Диваков      | Хамовники, Арбат, Пресненский |
| Центральное                   | Григорий (Петров), митрополит Воскресенский (с 13 октября 2023)                   | Центральный            | Сретенское                                                                   | протоиерей Олег Клемышев         | Мещанский |
| Центральное                   | Григорий (Петров), митрополит Воскресенский (с 13 октября 2023)                   | Центральный            | Богоявленское                                                                | протоиерей Максим Батурин (и.о.) | Красносельский, Басманный |
| Центральное                   | Григорий (Петров), митрополит Воскресенский (с 13 октября 2023)                   | Центральный            | Иверское                                                                     | протоиерей Андрей Речицкий       | Тверской |
| Центральное                   | Григорий (Петров), митрополит Воскресенский (с 13 октября 2023)                   | Центральный            | Покровское                                                                   | протоиерей Олег Егоров           | Таганский |
| Центральное                   | Григорий (Петров), митрополит Воскресенский (с 13 октября 2023)                   | Центральный            | Москворецкое                                                                 | протоиерей Сергий Селезнев       | Замоскворечье, Якиманка |
| Западное                      | Фома (Мосолов), архиепископ Одинцовский и Красногорский (с 11 июня 2019)          | Западный               | Михайловское                                                                 | протоиерей Георгий Студенов      | Внуково, Ново-Переделкино, Солнцево, Очаково-Матвеевское, Проспект Вернадского, Раменки, Тропарёво-Никулино                                      |
| Западное                      | Фома (Мосолов), архиепископ Одинцовский и Красногорский (с 11 июня 2019)          | Западный               | Георгиевское                                                                 | протоиерей Серафим Недосекин     | Дорогомилово, Крылатское, Кунцево, Можайский, Филёвский Парк, Фили-Давыдково                                                                     |
| Северо-Западное               | Никандр (Пилишин), митрополит Наро-Фоминский (с 11 октября 2023)                  | Северо-Западный        | Успенское                                                                    | иерей Андрей Шумкин              | Покровское-Стрешнево, Строгино, Щукино, Хорошёво-Мнёвники                                                                                        |
| Северо-Западное               | Никандр (Пилишин), митрополит Наро-Фоминский (с 11 октября 2023)                  | Северо-Западный        | Спасское                                                                     | иерей Игорь Константинов         | Куркино, Северное Тушино, Южное Тушино, Митино                                                                                                   |
| Северо-Западное               | Никандр (Пилишин), митрополит Наро-Фоминский (с 11 октября 2023)                  | Зеленоградский         | Зеленоградское                                                               | протоиерей Константин Михайлов   | Крюково, Матушкино, Савёлки, Силино, Старое Крюково                                                                                              |
| Северное                      | Никандр (Пилишин), митрополит Наро-Фоминский (с 11 апреля 2024)                   | Северный               | Всехсвятское                                                                 | протоиерей Сергий Дикий          | Аэропорт, Беговой, Войковский, Коптево, Савёловский, Сокол, Тимирязевский, Хорошёвский                                                           |
| Северное                      | Никандр (Пилишин), митрополит Наро-Фоминский (с 11 апреля 2024)                   | Северный               | Знаменское                                                                   | протоиерей Сергий Куликов        | Бескудниковский, Восточное Дегунино, Головинский, Дмитровский, Западное Дегунино, Левобережный, Молжаниновский, Ховрино                          |
| Северо-Восточное              | Арсений (Перевалов), митрополит Звенигородский (с 2 августа 2024)                 | Северо-Восточный       | Сергиевское                                                                  | протоиерей Анатолий Алефиров     | Алтуфьево, Бабушкинский, Бибирево, Лианозово, Лосиноостровский, Отрадное, Свиблово, Северный, Ярославский, Северное Медведково, Южное Медведково |
| Северо-Восточное              | Арсений (Перевалов), митрополит Звенигородский (с 2 августа 2024)                 | Северо-Восточный       | Троицкое                                                                     | протоиерей Георгий Климов        | Алексеевский, Бутырский, Марфино, Марьина Роща, Останкинский, Ростокино                                                                          |
| Восточное                     | Мефодий (Зинковский), епископ Егорьевский, врио                                   | Восточный              | Воскресенское                                                                | протоиерей Александр Дасаев      | Сокольники, Богородское, Метрогородок, Преображенское, Соколиная гора, Гольяново, Восточный, Северное Измайлово                                  |
| Восточное                     | Мефодий (Зинковский), епископ Егорьевский, врио                                   | Восточный              | Рождественское                                                               | протоиерей Иоанн Ермилов         | Восточное Измайлово, Измайлово, Перово, Ивановское, Новогиреево, Вешняки, Новокосино, Косино-Ухтомский                                           |
| Юго-Восточное                 | Мефодий (Зинковский), епископ Егорьевский (с 3 сентября 2024)                     | Юго-Восточный          | Влахернское                                                                  | протоиерей Анатолий Родионов     | Выхино-Жулебино, Кузьминки, Люблино, Марьино, Некрасовка, Капотня                                                                                |
| Юго-Восточное                 | Мефодий (Зинковский), епископ Егорьевский (с 3 сентября 2024)                     | Юго-Восточный          | Петропавловское                                                              | архимандрит Алексий (Вылажанин)  | Лефортово, Нижегородский, Рязанский, Текстильщики, Печатники, Южнопортовый                                                                       |
| Южное                         | Феогност (Гузиков), митрополит Каширский (c 30 августа 2023)                      | Южный                  | Даниловское                                                                  | протоиерей Олег Воробьёв         | Бирюлёво Восточное, Братеево, Даниловский, Зябликово, Москворечье-Сабурово, Нагатинский Затон, Орехово-Борисово Северное, Орехово-Борисово Южное |
| Южное                         | Феогност (Гузиков), митрополит Каширский (c 30 августа 2023)                      | Южный                  | Донское                                                                      | протоиерей Александр Фарковец    | Бирюлёво Западное, Донской, Нагатино-Садовники, Нагорный, Чертаново Северное, Чертаново Центральное, Чертаново Южное, Царицыно                   |
| Юго-Западное                  | Фома (Мосолов), архиепископ Одинцовский и Красногорский, врио (c 3 сентября 2024) | Юго-Западный           | Андреевское                                                                  | протоиерей Николай Карасёв       | Академический, Гагаринский, Зюзино, Коньково, Котловка, Ломоносовский, Обручевский, Черёмушки                                                    |
| Юго-Западное                  | Фома (Мосолов), архиепископ Одинцовский и Красногорский, врио (c 3 сентября 2024) | Юго-Западный           | Параскево-Пятницкое                                                          | протоиерей Анатолий Кожа         | Северное Бутово, Южное Бутово, Тёплый Стан, Ясенево                                                                                              |
| Викариатство новых территорий | Силуан (Вьюров), епископ Павлово-Посадский (с 10 октября 2022)                    | Новомосковский         | Вознесенское                                                                 | иерей Вадим Попов                | Коммунарка, Щербинка |
| Викариатство новых территорий | Силуан (Вьюров), епископ Павлово-Посадский (с 10 октября 2022)                    | Новомосковский         | Одигитриевское                                                               | иерей Петр Панов                 | Внуково, Филимонковский, Бекасово |
| Викариатство новых территорий | Силуан (Вьюров), епископ Павлово-Посадский (с 10 октября 2022)                    | Троицкий               | Новотроицкое                                                                 | протоиерей Николай Степанычев    | |
|                               | Силуан (Вьюров), епископ Павлово-Посадский                                        |                        | Благочиние ставропигиальных приходов и Патриарших подворий вне города Москвы | протоиерей Алексей Дроздов       | |

## Монастыри
В составе епархии действуют 13 монастырей: 7 мужских и 6 женских.
Мужские:
1. Высоко-Петровский монастырь[43];
2. Данилов монастырь;
3. Донской монастырь;
4. Заиконоспасский монастырь[44];
5. Николо-Перервинский монастырь;
6. Новоспасский монастырь;
7. Сретенский монастырь.

Женские:
1. Богородице-Рождественский монастырь;
2. Зачатьевский монастырь;
3. Иоанно-Предтеченский монастырь;
4. Новодевичий монастырь;
5. Марфо-Мариинская обитель;
6. Покровский монастырь.

### Ставропигиальные монастыри

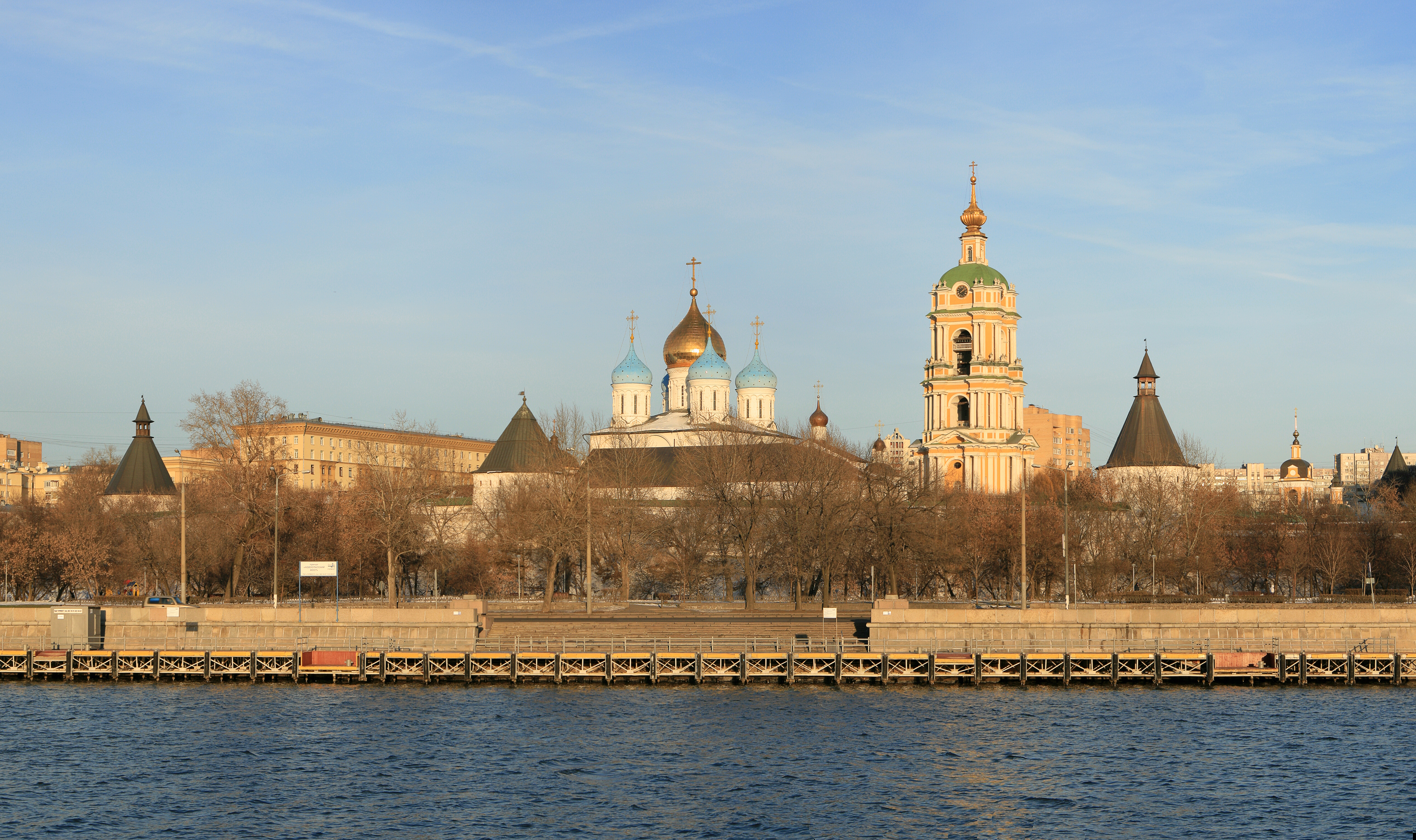
Новоспасский монастырь

Исторически ставропигиальные монастыри были независимы от местной епархиальной власти. Термин применительно к Московской епархии имел смысл в синодальную эпоху, когда центр общецерковного управления был в Санкт-Петербурге.
В настоящее время на территории Москвы расположено 15 ставропигиальных монастырей:
- Андреевский монастырь (мужской);
- Богородице-Рождественский монастырь (Москва) (женский);
- Высоко-Петровский монастырь (мужской);
- Данилов монастырь (мужской);
- Донской монастырь (мужской);
- Заиконоспасский монастырь (мужской);
- Зачатьевский монастырь (женский);
- Иоанно-Предтеченский монастырь (женский);
- Марфо-Мариинская обитель (женский);
- Ново-Алексеевский монастырь (женский);
- Новодевичий монастырь (женский);
- Новоспасский монастырь (мужской);
- Покровский монастырь (женский);
- Сретенский монастырь (мужской);
- Троице-Одигитриевская пустынь (женский).

## Соборы
Кафедральные соборы епархии:
- храм Христа Спасителя;
- Богоявленский собор в Елохове.

На территории епархии находятся соборы Московского Кремля и Красной площади:
- Успенский собор;
- Архангельский собор;
- Благовещенский собор.
- Покровский собор